# Interlands Estisch voetbalelftal 2010-2019
Deze pagina toont een chronologisch en gedetailleerd overzicht van de interlands die het Estisch voetbalelftal heeft gespeeld in de periode 2010 – 2019.

## Interlands

### 2010
|                                                              |                                                |       |               |                                                                                              |
| 3 maart Vriendschappelijk № 337 «onderlinge duels» 16:00 uur | Georgië                                        | 2 – 1 | Estland       | Boris Paitsjadzestadion, Tbilisi Toeschouwers: 40.000 Scheidsrechter: Veaceslav Banari (MDA) |
| 3 maart Vriendschappelijk № 337 «onderlinge duels» 16:00 uur | Levan Kobiasjvili 45' (pen.) David Siradze 90' |       | 83' Ats Purje | Boris Paitsjadzestadion, Tbilisi Toeschouwers: 40.000 Scheidsrechter: Veaceslav Banari (MDA) |

|                                                             |                                |       |         |                                                                               |
| 21 mei Vriendschappelijk № 338 «onderlinge duels» 17:00 uur | Estland                        | 2 – 0 | Finland | A. Le Coq Arena, Tallinn Toeschouwers: 5.650 Scheidsrechter: István Vad (HUN) |
| 21 mei Vriendschappelijk № 338 «onderlinge duels» 17:00 uur | Andres Oper 5' Sander Post 55' |       |         | A. Le Coq Arena, Tallinn Toeschouwers: 5.650 Scheidsrechter: István Vad (HUN) |

|                                                             |         |       |         |                                                                                     |
| 26 mei Vriendschappelijk № 339 «onderlinge duels» 19:30 uur | Estland | 0 – 0 | Kroatië | A. Le Coq Arena, Tallinn Toeschouwers: 4.800 Scheidsrechter: Michael Svendsen (DEN) |
| 26 mei Vriendschappelijk № 339 «onderlinge duels» 19:30 uur |         |       |         | A. Le Coq Arena, Tallinn Toeschouwers: 4.800 Scheidsrechter: Michael Svendsen (DEN) |

|                                                            |         |       |         |                                                                                                   |
| 19 juni Baltische Beker № 340 «onderlinge duels» 16:10 uur | Estland | 0 – 0 | Letland | S. Dariaus- en S. Girėnostadion, Kaunas Toeschouwers: 300 Scheidsrechter: Gediminas Mažeika (LTU) |
| 19 juni Baltische Beker № 340 «onderlinge duels» 16:10 uur |         |       |         | S. Dariaus- en S. Girėnostadion, Kaunas Toeschouwers: 300 Scheidsrechter: Gediminas Mažeika (LTU) |

|                                                            |         |                                                     |          |                                                                                                 |
| 20 juni Baltische Beker № 341 «onderlinge duels» 16:10 uur | Estland | 0 – 2                                               | Litouwen | S. Dariaus- en S. Girėnostadion, Kaunas Toeschouwers: 600 Scheidsrechter: Andrejs Sipailo (LAT) |
| 20 juni Baltische Beker № 341 «onderlinge duels» 16:10 uur |         | 31' (pen.) Mantas Savėnas 90+2' Artūras Rimkevičius |          | S. Dariaus- en S. Girėnostadion, Kaunas Toeschouwers: 600 Scheidsrechter: Andrejs Sipailo (LAT) |

|                                                                     |                                      |       |                     |                                                                                     |
| 11 augustus Kwalificatie EK 2012 № 342 «onderlinge duels» 19:00 uur | Estland                              | 2 – 1 | Faeröer             | A. Le Coq Arena, Tallinn Toeschouwers: 5.470 Scheidsrechter: Ante Vučemilović (CRO) |
| 11 augustus Kwalificatie EK 2012 № 342 «onderlinge duels» 19:00 uur | Kaimar Saag 90+1' Raio Piiroja 90+3' |       | 28' Jóan Edmundsson | A. Le Coq Arena, Tallinn Toeschouwers: 5.470 Scheidsrechter: Ante Vučemilović (CRO) |

|                                                                     |                   |       |                                          |                                                                                   |
| 3 september Kwalificatie EK 2012 № 343 «onderlinge duels» 19:30 uur | Estland           | 1 – 2 | Italië                                   | A. Le Coq Arena, Tallinn Toeschouwers: 9.000 Scheidsrechter: Carlos Velasco (ESP) |
| 3 september Kwalificatie EK 2012 № 343 «onderlinge duels» 19:30 uur | Sergei Zenjov 31' |       | 60' Antonio Cassano 63' Leonardo Bonucci | A. Le Coq Arena, Tallinn Toeschouwers: 9.000 Scheidsrechter: Carlos Velasco (ESP) |

|                                                                  |                                                                        |       |                                                                 |                                                                              |
| 7 september Vriendschappelijk № 344 «onderlinge duels» 16:10 uur | Estland                                                                | 3 – 3 | Oezbekistan                                                     | A. Le Coq Arena, Tallinn Toeschouwers: 2.055 Scheidsrechter: Huw Jones (WAL) |
| 7 september Vriendschappelijk № 344 «onderlinge duels» 16:10 uur | Ats Purje 25' Konstantin Vassiljev 62' Konstantin Vassiljev 71' (pen.) |       | 40' Maksim Shatskikh 55' Aleksandr Geynrikh 86' Shavkat Salomov | A. Le Coq Arena, Tallinn Toeschouwers: 2.055 Scheidsrechter: Huw Jones (WAL) |

|                                                                   |                  |       |                                                                       |                                                                                        |
| 8 oktober Kwalificatie EK 2012 № 345 «onderlinge duels» 19:30 uur | Servië           | 1 – 3 | Estland                                                               | Stadion Partizan, Belgrado Toeschouwers: 14.000 Scheidsrechter: Maksim Layushkin (RUS) |
| 8 oktober Kwalificatie EK 2012 № 345 «onderlinge duels» 19:30 uur | Nikola Žigić 60' |       | 63' Tarmo Kink 73' Konstantin Vassiljev 90' (e.d.) Aleksandar Luković | Stadion Partizan, Belgrado Toeschouwers: 14.000 Scheidsrechter: Maksim Layushkin (RUS) |

|                                                                    |         |                              |          |                                                                                   |
| 12 oktober Kwalificatie EK 2012 № 346 «onderlinge duels» 19:30 uur | Estland | 0 – 1                        | Slovenië | A. Le Coq Arena, Tallinn Toeschouwers: 5.722 Scheidsrechter: Tommy Skjerven (NOR) |
| 12 oktober Kwalificatie EK 2012 № 346 «onderlinge duels» 19:30 uur |         | 65' (e.d.) Andrei Sidorenkov |          | A. Le Coq Arena, Tallinn Toeschouwers: 5.722 Scheidsrechter: Tommy Skjerven (NOR) |

|                                                                  |                                 |       |                 |                                                                                      |
| 17 november Vriendschappelijk № 347 «onderlinge duels» 16:45 uur | Estland                         | 1 – 1 | Liechtenstein   | A. Le Coq Arena, Tallinn Toeschouwers: 1.909 Scheidsrechter: Aleksandr Gvardis (RUS) |
| 17 november Vriendschappelijk № 347 «onderlinge duels» 16:45 uur | Konstantin Vassiljev 57' (pen.) |       | 35' Mario Frick | A. Le Coq Arena, Tallinn Toeschouwers: 1.909 Scheidsrechter: Aleksandr Gvardis (RUS) |

|                                                                  |                                   |       |         |                                                                                     |
| 18 december Vriendschappelijk № 348 «onderlinge duels» 16:00 uur | China                             | 3 – 0 | Estland | Zhuhai Sports Center, Zhuhai Toeschouwers: 8.500 Scheidsrechter: Ko Hyung-jin (KOR) |
| 18 december Vriendschappelijk № 348 «onderlinge duels» 16:00 uur | Wei Du 17' Hai Yu 20' Xu Yang 38' |       |         | Zhuhai Sports Center, Zhuhai Toeschouwers: 8.500 Scheidsrechter: Ko Hyung-jin (KOR) |

|                                                                  |                                         |       |         | |
| 22 december Vriendschappelijk № 349 «onderlinge duels» 18:00 uur | Qatar                                   | 2 – 0 | Estland | Khalifa Internationaal Stadion, Ar Rayyan Toeschouwers: onbekend Scheidsrechter: Carlo Bertolini (SUI) |
| 22 december Vriendschappelijk № 349 «onderlinge duels» 18:00 uur | Sebastián Soria 37' Sebastián Soria 78' |       |         | Khalifa Internationaal Stadion, Ar Rayyan Toeschouwers: onbekend Scheidsrechter: Carlo Bertolini (SUI) |

### 2011
|                                                                 |                                                                 |       |                                                 |                                                                                           |
| 9 februari Vriendschappelijk № 350 «onderlinge duels» 19:00 uur | Estland                                                         | 2 – 2 | Bulgarije                                       | Mardan Sports Complex, Antalya Toeschouwers: 200 Scheidsrechter: Krisztián Selmeczi (HUN) |
| 9 februari Vriendschappelijk № 350 «onderlinge duels» 19:00 uur | Konstantin Vassiljev 20' (pen.) Konstantin Vassiljev 79' (pen.) |       | 41' (pen.) Ivelin Popov 83' (pen.) Ivelin Popov | Mardan Sports Complex, Antalya Toeschouwers: 200 Scheidsrechter: Krisztián Selmeczi (HUN) |

|                                                               |                                                   |       |         |                                                                                  |
| 25 maart Vriendschappelijk № 350 «onderlinge duels» 18:00 uur | Estland                                           | 2 – 0 | Uruguay | A. Le Coq Arena, Tallinn Toeschouwers: 6.817 Scheidsrechter: Antti Munukka (FIN) |
| 25 maart Vriendschappelijk № 350 «onderlinge duels» 18:00 uur | Konstantin Vassiljev 61' Vjatšeslav Zahovaiko 65' |       |         | A. Le Coq Arena, Tallinn Toeschouwers: 6.817 Scheidsrechter: Antti Munukka (FIN) |

|                                                                  |                          |       |                    |                                                                                |
| 29 maart Kwalificatie EK 2012 № 351 «onderlinge duels» 19:30 uur | Estland                  | 1 – 1 | Servië             | A. Le Coq Arena, Tallinn Toeschouwers: 5.185 Scheidsrechter: Bas Nijhuis (NED) |
| 29 maart Kwalificatie EK 2012 № 351 «onderlinge duels» 19:30 uur | Konstantin Vassiljev 84' |       | 38' Marko Pantelić | A. Le Coq Arena, Tallinn Toeschouwers: 5.185 Scheidsrechter: Bas Nijhuis (NED) |

|                                                                |                                                              |       |         |                                                                                           |
| 3 juni Kwalificatie EK 2012 № 352 «onderlinge duels» 19:45 uur | Italië                                                       | 3 – 0 | Estland | Stadio Alberto Braglia, Modena Toeschouwers: 21.151 Scheidsrechter: Alexandru Tudor (ROM) |
| 3 juni Kwalificatie EK 2012 № 352 «onderlinge duels» 19:45 uur | Giuseppe Rossi 21' Antonio Cassano 39' Giampaolo Pazzini 68' |       |         | Stadio Alberto Braglia, Modena Toeschouwers: 21.151 Scheidsrechter: Alexandru Tudor (ROM) |

|                                                                |                                                  |       |         |                                                                             |
| 7 juni Kwalificatie EK 2012 № 353 «onderlinge duels» 19:30 uur | Faeröer                                          | 2 – 0 | Estland | Svangaskarð, Toftir Toeschouwers: 1.715 Scheidsrechter: Antti Munukka (FIN) |
| 7 juni Kwalificatie EK 2012 № 353 «onderlinge duels» 19:30 uur | Fróði Benjaminsen 43' (pen.) Arnbjørn Hansen 47' |       |         | Svangaskarð, Toftir Toeschouwers: 1.715 Scheidsrechter: Antti Munukka (FIN) |

|                                                              |                                                                                   |       |         | |
| 19 juni Vriendschappelijk № 354 «onderlinge duels» 19:00 uur | Chili                                                                             | 4 – 0 | Estland | Estadio Monumental David Arellano, Santiago Toeschouwers: 20.000 Scheidsrechter: Martín Vásquez (URU) |
| 19 juni Vriendschappelijk № 354 «onderlinge duels» 19:00 uur | Matías Fernández 21' Waldo Ponce 42' Humberto Suazo 45' (pen.) Alexis Sánchez 50' |       |         | Estadio Monumental David Arellano, Santiago Toeschouwers: 20.000 Scheidsrechter: Martín Vásquez (URU) |

|                                                              |                                                                |       |         |                                                                                              |
| 23 juni Vriendschappelijk № 355 «onderlinge duels» 14:30 uur | Uruguay                                                        | 3 – 0 | Estland | Estadio Atilio Paiva Olivera, Rivera Toeschouwers: 22.800 Scheidsrechter: Sául Laverni (ARG) |
| 23 juni Vriendschappelijk № 355 «onderlinge duels» 14:30 uur | Martín Cáceres 12' Mikk Reintam 55' (e.d.) Nicolás Lodeiro 72' |       |         | Estadio Atilio Paiva Olivera, Rivera Toeschouwers: 22.800 Scheidsrechter: Sául Laverni (ARG) |

|                                                                  |                                                                            |       |         |                                                                                      |
| 10 augustus Vriendschappelijk № 356 «onderlinge duels» 20:30 uur | Turkije                                                                    | 3 – 0 | Estland | Türk Telekom Arena, Istanboel Toeschouwers: 20.000 Scheidsrechter: Lee Probert (ENG) |
| 10 augustus Vriendschappelijk № 356 «onderlinge duels» 20:30 uur | Emre Belözoğlu 8' (pen.) Colin Kâzim-Richards 28' Colin Kâzim-Richards 35' |       |         | Türk Telekom Arena, Istanboel Toeschouwers: 20.000 Scheidsrechter: Lee Probert (ENG) |

|                                                                     |                |       |                                               |                                                                                     |
| 2 september Kwalificatie EK 2012 № 357 «onderlinge duels» 19:45 uur | Slovenië       | 1 – 2 | Estland                                       | Stožicestadion, Ljubljana Toeschouwers: 15.480 Scheidsrechter: Stéphan Studer (SUI) |
| 2 september Kwalificatie EK 2012 № 357 «onderlinge duels» 19:45 uur | Tim Matavž 78' |       | 29' (pen.) Konstantin Vassiljev 81' Ats Purje | Stožicestadion, Ljubljana Toeschouwers: 15.480 Scheidsrechter: Stéphan Studer (SUI) |

|                                                                     |                                                                  |       |                         |                                                                                      |
| 6 september Kwalificatie EK 2012 № 358 «onderlinge duels» 19:30 uur | Estland                                                          | 4 – 1 | Noord-Ierland           | A. Le Coq Arena, Tallinn Toeschouwers: 8.660 Scheidsrechter: Daniel Stålhammar (SWE) |
| 6 september Kwalificatie EK 2012 № 358 «onderlinge duels» 19:30 uur | Martin Vunk 28' Tarmo Kink 32' Sergei Zenjov 59' Kaimar Saag 90' |       | 40' (e.d.) Raio Piiroja | A. Le Coq Arena, Tallinn Toeschouwers: 8.660 Scheidsrechter: Daniel Stålhammar (SWE) |

|                                                                   |                  |       |                                                          |                                                                               |
| 7 oktober Kwalificatie EK 2012 № 359 «onderlinge duels» 19:45 uur | Noord-Ierland    | 1 – 2 | Estland                                                  | Windsor Park, Belfast Toeschouwers: 12.768 Scheidsrechter: Manuel Gräfe (GER) |
| 7 oktober Kwalificatie EK 2012 № 359 «onderlinge duels» 19:45 uur | Steven Davis 22' |       | 77' (pen.) Konstantin Vassiljev 84' Konstantin Vassiljev | Windsor Park, Belfast Toeschouwers: 12.768 Scheidsrechter: Manuel Gräfe (GER) |

|                                                                 |         |                                        |          |                                                                                 |
| 11 oktober Vriendschappelijk № 360 «onderlinge duels» 19:00 uur | Estland | 0 – 2                                  | Oekraïne | A. Le Coq Arena, Tallinn Toeschouwers: 4.501 Scheidsrechter: Robert Malek (POL) |
| 11 oktober Vriendschappelijk № 360 «onderlinge duels» 19:00 uur |         | 45' Oleg Goesjev 68' Oleksandr Aliejev |          | A. Le Coq Arena, Tallinn Toeschouwers: 4.501 Scheidsrechter: Robert Malek (POL) |

|                                                                               |         |                                                                            |         |                                                                                   |
| 11 november Kwalificatie EK 2012 Play-offs № 361 «onderlinge duels» 19:45 uur | Estland | 0 – 4                                                                      | Ierland | A. Le Coq Arena, Tallinn Toeschouwers: 10.500 Scheidsrechter: Viktor Kassai (HUN) |
| 11 november Kwalificatie EK 2012 Play-offs № 361 «onderlinge duels» 19:45 uur |         | 13' Keith Andrews 67' Jon Walters 71' Robbie Keane 88' (pen.) Robbie Keane |         | A. Le Coq Arena, Tallinn Toeschouwers: 10.500 Scheidsrechter: Viktor Kassai (HUN) |

|                                                                               |                  |       |                          |                                                                                |
| 15 november Kwalificatie EK 2012 Play-offs № 362 «onderlinge duels» 19:45 uur | Ierland          | 1 – 1 | Estland                  | Aviva Stadium, Dublin Toeschouwers: 51.151 Scheidsrechter: Björn Kuipers (NED) |
| 15 november Kwalificatie EK 2012 Play-offs № 362 «onderlinge duels» 19:45 uur | Stephen Ward 32' |       | 57' Konstantin Vassiljev | Aviva Stadium, Dublin Toeschouwers: 51.151 Scheidsrechter: Björn Kuipers (NED) |

### 2012
|                                                                  |             |                                    |         |                                                                                           |
| 29 februari Vriendschappelijk № 363 «onderlinge duels» 20:00 uur | El Salvador | 0 – 2                              | Estland | Memorial Coliseum, Los Angeles Toeschouwers: 20.000 Scheidsrechter: Ricardo Salazar (USA) |
| 29 februari Vriendschappelijk № 363 «onderlinge duels» 20:00 uur |             | 71' Ragnar Klavan 85' Raio Piiroja |         | Memorial Coliseum, Los Angeles Toeschouwers: 20.000 Scheidsrechter: Ricardo Salazar (USA) |

|                                                             |                                                            |       |                          |                                                                                    |
| 25 mei Vriendschappelijk № 364 «onderlinge duels» 19:30 uur | Kroatië                                                    | 3 – 1 | Estland                  | Stadion Aldo Drosina, Pula Toeschouwers: 7.000 Scheidsrechter: Fábián Mihály (HUN) |
| 25 mei Vriendschappelijk № 364 «onderlinge duels» 19:30 uur | Vedran Ćorluka 16' Nikola Kalinić 20' Ognjen Vukojević 81' |       | 83' Konstantin Vassiljev | Stadion Aldo Drosina, Pula Toeschouwers: 7.000 Scheidsrechter: Fábián Mihály (HUN) |

|                                                             |         |                                                                                    |          |                                                                                   |
| 28 mei Vriendschappelijk № 365 «onderlinge duels» 20:00 uur | Estland | 0 – 4                                                                              | Oekraïne | Kufstein Arena, Kufstein Toeschouwers: 1.200 Scheidsrechter: Harald Lechner (AUT) |
| 28 mei Vriendschappelijk № 365 «onderlinge duels» 20:00 uur |         | 9' Andrij Jarmolenko 34' (pen.) Oleg Goesjev 41' Andrij Voronin 50' Artem Milevsky |          | Kufstein Arena, Kufstein Toeschouwers: 1.200 Scheidsrechter: Harald Lechner (AUT) |

|                                                           |                 |       |                               |                                                                                     |
| 1 juni Baltische Beker № 366 «onderlinge duels» 19:30 uur | Estland         | 1 – 2 | Finland                       | Tamme Staadion, Tartu Toeschouwers: 2.470 Scheidsrechter: Vadims Direktorenko (LAT) |
| 1 juni Baltische Beker № 366 «onderlinge duels» 19:30 uur | Andres Oper 33' |       | 10' Njazi Kuqi 22' Njazi Kuqi | Tamme Staadion, Tartu Toeschouwers: 2.470 Scheidsrechter: Vadims Direktorenko (LAT) |

|                                                           |                            |       |          |                                                                               |
| 3 juni Baltische Beker № 367 «onderlinge duels» 15:30 uur | Estland                    | 1 – 0 | Litouwen | Tamme Staadion, Tartu Toeschouwers: 1.094 Scheidsrechter: Hannes Kaasik (EST) |
| 3 juni Baltische Beker № 367 «onderlinge duels» 15:30 uur | Vladimir Voskoboinikov 18' |       |          | Tamme Staadion, Tartu Toeschouwers: 1.094 Scheidsrechter: Hannes Kaasik (EST) |

|                                                             |                                                                        |       |         |                                                                         |
| 5 juni Vriendschappelijk № 368 «onderlinge duels» 20:00 uur | Frankrijk                                                              | 4 – 0 | Estland | MMArena, Le Mans Toeschouwers: 24.000 Scheidsrechter: Liran Liany (ISR) |
| 5 juni Vriendschappelijk № 368 «onderlinge duels» 20:00 uur | Franck Ribéry 25' Karim Benzema 37' Karim Benzema 47' Jérémy Ménez 90' |       |         | MMArena, Le Mans Toeschouwers: 24.000 Scheidsrechter: Liran Liany (ISR) |

|                                                                  |                          |       |       |                                                                                |
| 15 augustus Vriendschappelijk № 369 «onderlinge duels» 19:45 uur | Estland                  | 1 – 0 | Polen | A. Le Coq Arena, Tallinn Toeschouwers: 5.312 Scheidsrechter: Ken Johnsen (NOR) |
| 15 augustus Vriendschappelijk № 369 «onderlinge duels» 19:45 uur | Konstantin Vassiljev 90' |       |       | A. Le Coq Arena, Tallinn Toeschouwers: 5.312 Scheidsrechter: Ken Johnsen (NOR) |

|                                                                             |         |                                      |          |                                                                                  |
| 7 september Kwalificatie WK 2014 Groep D № 370 «onderlinge duels» 20:00 uur | Estland | 0 – 2                                | Roemenië | A. Le Coq Arena, Tallinn Toeschouwers: 7.936 Scheidsrechter: Milorad Mažić (SER) |
| 7 september Kwalificatie WK 2014 Groep D № 370 «onderlinge duels» 20:00 uur |         | 55' Gabriel Torje 75' Ciprian Marica |          | A. Le Coq Arena, Tallinn Toeschouwers: 7.936 Scheidsrechter: Milorad Mažić (SER) |

|                                                                              |                                                   |       |         |                                                                                             |
| 11 september Kwalificatie WK 2014 Groep D № 371 «onderlinge duels» 20:00 uur | Turkije                                           | 3 – 0 | Estland | Sükrü Saracoglu Stadion, Istanboel Toeschouwers: 48.500 Scheidsrechter: Marcin Borski (POL) |
| 11 september Kwalificatie WK 2014 Groep D № 371 «onderlinge duels» 20:00 uur | Emre Belözoğlu 44' Umut Bulut 60' Selçuk İnan 75' |       |         | Sükrü Saracoglu Stadion, Istanboel Toeschouwers: 48.500 Scheidsrechter: Marcin Borski (POL) |

|                                                                            |         |                  |           |                                                                                |
| 12 oktober Kwalificatie WK 2014 Groep D № 372 «onderlinge duels» 20:30 uur | Estland | 0 – 1            | Hongarije | A. Le Coq Arena, Tallinn Toeschouwers: 5.661 Scheidsrechter: Liran Liany (ISR) |
| 12 oktober Kwalificatie WK 2014 Groep D № 372 «onderlinge duels» 20:30 uur |         | 47' Tamás Hajnal |           | A. Le Coq Arena, Tallinn Toeschouwers: 5.661 Scheidsrechter: Liran Liany (ISR) |

|                                                                            |         |                 |         | |
| 16 oktober Kwalificatie WK 2014 Groep D № 373 «onderlinge duels» 18:00 uur | Andorra | 0 – 1           | Estland | Estadi Comunal d'Andorra la Vella, Andorra la Vella Toeschouwers: 216 Scheidsrechter: Dimitar Mečkarovski (MKD) |
| 16 oktober Kwalificatie WK 2014 Groep D № 373 «onderlinge duels» 18:00 uur |         | 57' Andres Oper |         | Estadi Comunal d'Andorra la Vella, Andorra la Vella Toeschouwers: 216 Scheidsrechter: Dimitar Mečkarovski (MKD) |

|                                                                 |                          |       |                               |                                                                                                |
| 8 november Vriendschappelijk № 374 «onderlinge duels» 17:30 uur | Oman                     | 1 – 2 | Estland                       | Sultan Qaboos Sports Complex, Muscat Toeschouwers: 20.000 Scheidsrechter: Ali Al Badwawi (UAE) |
| 8 november Vriendschappelijk № 374 «onderlinge duels» 17:30 uur | Abdulaziz Al-Muqbali 17' |       | 85' Henri Anier 88' Gert Kams | Sultan Qaboos Sports Complex, Muscat Toeschouwers: 20.000 Scheidsrechter: Ali Al Badwawi (UAE) |

|                                                                  |                                              |       |                    | |
| 14 november Vriendschappelijk № 375 «onderlinge duels» 19:30 uur | VA Emiraten                                  | 2 – 1 | Estland            | Al Jazira Mohammed Bin Zayed Stadium, Abu Dhabi Toeschouwers: 20.000 Scheidsrechter: Sami Al Nemari (KSA) |
| 14 november Vriendschappelijk № 375 «onderlinge duels» 19:30 uur | Hamdan Al-Kamali 31' (pen.) Ali Mabkhout 70' |       | 45' Jarmo Ahjupera | Al Jazira Mohammed Bin Zayed Stadium, Abu Dhabi Toeschouwers: 20.000 Scheidsrechter: Sami Al Nemari (KSA) |

### 2013
|                                                                 |                     |       |         |                                                                                       |
| 6 februari Vriendschappelijk № 376 «onderlinge duels» 20:45 uur | Schotland           | 1 – 0 | Estland | Pittodrie Stadium, Aberdeen Toeschouwers: 16.102 Scheidsrechter: Clément Turpin (FRA) |
| 6 februari Vriendschappelijk № 376 «onderlinge duels» 20:45 uur | Charlie Mulgrew 39' |       |         | Pittodrie Stadium, Aberdeen Toeschouwers: 16.102 Scheidsrechter: Clément Turpin (FRA) |

|                                                                          |                                                                 |       |         |                                                                                      |
| 22 maart Kwalificatie WK 2014 Groep D № 377 «onderlinge duels» 20:30 uur | Nederland                                                       | 3 – 0 | Estland | Amsterdam Arena, Amsterdam Toeschouwers: 49.000 Scheidsrechter: Vitali Mesjkov (MKD) |
| 22 maart Kwalificatie WK 2014 Groep D № 377 «onderlinge duels» 20:30 uur | Rafael van der Vaart 47' Robin van Persie 72' Ruben Schaken 84' |       |         | Amsterdam Arena, Amsterdam Toeschouwers: 49.000 Scheidsrechter: Vitali Mesjkov (MKD) |

|                                                                          |                                     |       |         |                                                                                |
| 26 maart Kwalificatie WK 2014 Groep D № 378 «onderlinge duels» 18:00 uur | Estland                             | 2 – 0 | Andorra | A. Le Coq Arena, Tallinn Toeschouwers: 5.237 Scheidsrechter: Ján Valášek (SVK) |
| 26 maart Kwalificatie WK 2014 Groep D № 378 «onderlinge duels» 18:00 uur | Henri Anier 45+1' Joel Lindpere 61' |       |         | A. Le Coq Arena, Tallinn Toeschouwers: 5.237 Scheidsrechter: Ján Valášek (SVK) |

|                                                             |         |                                       |             |                                                                                 |
| 3 juni Vriendschappelijk № 379 «onderlinge duels» 20:00 uur | Estland | 0 – 2                                 | Wit-Rusland | A. Le Coq Arena, Tallinn Toeschouwers: 3.192 Scheidsrechter: Jakob Kehlet (DEN) |
| 3 juni Vriendschappelijk № 379 «onderlinge duels» 20:00 uur |         | 32' Anton Putsila 80' Vital Radyyonaw |             | A. Le Coq Arena, Tallinn Toeschouwers: 3.192 Scheidsrechter: Jakob Kehlet (DEN) |

|                                                   |                 |       |                |                                                                                |
| 7 juni Vriendschappelijk № 380 «onderlinge duels» | Estland         | 1 – 0 | Trinidad en T. | A. Le Coq Arena, Tallinn Toeschouwers: 3.014 Scheidsrechter: Mark Whitby (WAL) |
| 7 juni Vriendschappelijk № 380 «onderlinge duels» | Henri Anier 13' |       |                | A. Le Coq Arena, Tallinn Toeschouwers: 3.014 Scheidsrechter: Mark Whitby (WAL) |

|                                                              |                   |       |                      |                                                                                       |
| 11 juni Vriendschappelijk № 381 «onderlinge duels» 20:00 uur | Estland           | 1 – 1 | Kirgizië             | A. Le Coq Arena, Tallinn Toeschouwers: 3.134 Scheidsrechter: Siarhei Tsynkevich (BLR) |
| 11 juni Vriendschappelijk № 381 «onderlinge duels» 20:00 uur | Sander Puri 45+2' |       | 66' Vadim Kharchenko | A. Le Coq Arena, Tallinn Toeschouwers: 3.134 Scheidsrechter: Siarhei Tsynkevich (BLR) |

|                                                                  |                    |       |                    |                                                                                    |
| 14 augustus Vriendschappelijk № 382 «onderlinge duels» 18:00 uur | Estland            | 1 – 1 | Letland            | A. Le Coq Arena, Tallinn Toeschouwers: 5.686 Scheidsrechter: Michael Lerjéus (SWE) |
| 14 augustus Vriendschappelijk № 382 «onderlinge duels» 18:00 uur | Dmitri Kruglov 68' |       | 73' Artūrs Zjuzins | A. Le Coq Arena, Tallinn Toeschouwers: 5.686 Scheidsrechter: Michael Lerjéus (SWE) |

|                                                                             |                                                   |       |                                               |                                                                                   |
| 6 september Kwalificatie WK 2014 Groep D № 383 «onderlinge duels» 20:30 uur | Estland                                           | 2 – 2 | Nederland                                     | A. Le Coq Arena, Tallinn Toeschouwers: 10.210 Scheidsrechter: Sergiej Bojko (UKR) |
| 6 september Kwalificatie WK 2014 Groep D № 383 «onderlinge duels» 20:30 uur | Konstantin Vassiljev 18' Konstantin Vassiljev 57' |       | 2' Arjen Robben 90+4' (pen.) Robin van Persie | A. Le Coq Arena, Tallinn Toeschouwers: 10.210 Scheidsrechter: Sergiej Bojko (UKR) |

|                                                                              |                                                                                                |       |                |                                                                                              |
| 10 september Kwalificatie WK 2014 Groep D № 384 «onderlinge duels» 20:30 uur | Hongarije                                                                                      | 5 – 1 | Estland        | Ferenc Puskásstadion, Boedapest Toeschouwers: 15.000 Scheidsrechter: Aleksej Koelbakov (BLR) |
| 10 september Kwalificatie WK 2014 Groep D № 384 «onderlinge duels» 20:30 uur | Ragnar Klavan e.d.' Tamás Hajnal 21' Dániel Böde 41' Krisztián Németh 69' Balázs Dzsudzsák 85' |       | 48' Tarmo Kink | Ferenc Puskásstadion, Boedapest Toeschouwers: 15.000 Scheidsrechter: Aleksej Koelbakov (BLR) |

|                                                                            |         |                                 |         |                                                                                   |
| 11 oktober Kwalificatie WK 2014 Groep D № 385 «onderlinge duels» 20:30 uur | Estland | 0 – 2                           | Turkije | A. Le Coq Arena, Tallinn Toeschouwers: 8.572 Scheidsrechter: Nicola Rizzoli (ITA) |
| 11 oktober Kwalificatie WK 2014 Groep D № 385 «onderlinge duels» 20:30 uur |         | 22' Umut Bulut 47' Burak Yılmaz |         | A. Le Coq Arena, Tallinn Toeschouwers: 8.572 Scheidsrechter: Nicola Rizzoli (ITA) |

|                                                                            |                                              |       |         |                                                                                        |
| 15 oktober Kwalificatie WK 2014 Groep D № 386 «onderlinge duels» 20:00 uur | Roemenië                                     | 2 – 0 | Estland | Arena Națională, Boekarest Toeschouwers: 18.852 Scheidsrechter: Marijo Strahonja (CRO) |
| 15 oktober Kwalificatie WK 2014 Groep D № 386 «onderlinge duels» 20:00 uur | Ciprian Marica 30' (pen.) Ciprian Marica 81' |       |         | Arena Națională, Boekarest Toeschouwers: 18.852 Scheidsrechter: Marijo Strahonja (CRO) |

|                                                                  |                                     |       |                 |                                                                                      |
| 15 november Vriendschappelijk № 387 «onderlinge duels» 19:45 uur | Estland                             | 2 – 1 | Azerbeidzjan    | A. Le Coq Arena, Tallinn Toeschouwers: 2.413 Scheidsrechter: Aleksej Nikolajev (RUS) |
| 15 november Vriendschappelijk № 387 «onderlinge duels» 19:45 uur | Sergei Zenjov 54' Joel Lindpere 66' |       | 44' Rauf Əliyev | A. Le Coq Arena, Tallinn Toeschouwers: 2.413 Scheidsrechter: Aleksej Nikolajev (RUS) |

|                                                                  |               |                                                     |         |                                                                              |
| 19 november Vriendschappelijk № 388 «onderlinge duels» 19:00 uur | Liechtenstein | 0 – 3                                               | Estland | Rheinparkstadion, Vaduz Toeschouwers: 684 Scheidsrechter: Chris Reisch (LUX) |
| 19 november Vriendschappelijk № 388 «onderlinge duels» 19:00 uur |               | 45+1' Sergei Zenjov 61' Henri Anier 63' Henri Anier |         | Rheinparkstadion, Vaduz Toeschouwers: 684 Scheidsrechter: Chris Reisch (LUX) |

### 2014
|                                                    |           |                                  |         |                                                                                  |
| 5 maart Vriendschappelijk № 389 «onderlinge duels» | Gibraltar | 0 – 2                            | Estland | Victoriastadion, Gibraltar Toeschouwers: 530 Scheidsrechter: Arnold Hunter (NIR) |
| 5 maart Vriendschappelijk № 389 «onderlinge duels» |           | 11' Dmitri Kruglov 81' Rimo Hunt |         | Victoriastadion, Gibraltar Toeschouwers: 530 Scheidsrechter: Arnold Hunter (NIR) |

|                                                   |                   |       |                    |                                                                                   |
| 26 mei Vriendschappelijk № 390 «onderlinge duels» | Estland           | 1 – 1 | Gibraltar          | A. Le Coq Arena, Tallinn Toeschouwers: 4.085 Scheidsrechter: Clayton Pisani (MLT) |
| 26 mei Vriendschappelijk № 390 «onderlinge duels» | Ragnar Klavan 31' |       | 71' Anthony Bardon | A. Le Coq Arena, Tallinn Toeschouwers: 4.085 Scheidsrechter: Clayton Pisani (MLT) |

|                                                 |         |       |         |                                                                                  |
| 29 mei Baltische Beker № 391 «onderlinge duels» | Letland | 0 – 0 | Estland | Daugavastadion, Liepāja Toeschouwers: 2.115 Scheidsrechter: Sergejus Slyva (LTU) |
| 29 mei Baltische Beker № 391 «onderlinge duels» |         |       |         | Daugavastadion, Liepāja Toeschouwers: 2.115 Scheidsrechter: Sergejus Slyva (LTU) |

|                                                 |                                         |       |         |                                                                                             |
| 31 mei Baltische Beker № 392 «onderlinge duels» | Finland                                 | 2 – 0 | Estland | Olimpiskais Centrs, Ventspils Toeschouwers: 830 Scheidsrechter: Aleksandrs Anufrijevs (LAT) |
| 31 mei Baltische Beker № 392 «onderlinge duels» | Përparim Hetemaj 49' Valtteri Moren 88' |       |         | Olimpiskais Centrs, Ventspils Toeschouwers: 830 Scheidsrechter: Aleksandrs Anufrijevs (LAT) |

|                                                             |                                |       |         |                                                                                    |
| 4 juni Vriendschappelijk № 393 «onderlinge duels» 20:15 uur | IJsland                        | 1 – 0 | Estland | Laugardalsvöllur, Reykjavík Toeschouwers: 5.079 Scheidsrechter: Jakob Kehlet (DEN) |
| 4 juni Vriendschappelijk № 393 «onderlinge duels» 20:15 uur | Kolbeinn Sigþórsson 53' (pen.) |       |         | Laugardalsvöllur, Reykjavík Toeschouwers: 5.079 Scheidsrechter: Jakob Kehlet (DEN) |

|                                                             |                                  |       |                   |                                                                                      |
| 7 juni Vriendschappelijk № 394 «onderlinge duels» 19:00 uur | Estland                          | 2 – 1 | Tadzjikistan      | A. Le Coq Arena, Tallinn Toeschouwers: 1.110 Scheidsrechter: Gediminas Mažeika (LTU) |
| 7 juni Vriendschappelijk № 394 «onderlinge duels» 19:00 uur | Siim Luts 89' Hannes Anier 90+2' |       | 60' Dilšod Vasiev | A. Le Coq Arena, Tallinn Toeschouwers: 1.110 Scheidsrechter: Gediminas Mažeika (LTU) |

|                                                                  |                                              |       |         |                                                                                    |
| 4 september Vriendschappelijk № 395 «onderlinge duels» 19:45 uur | Zweden                                       | 2 – 0 | Estland | Friends Arena, Solna Toeschouwers: 15.421 Scheidsrechter: Kristinn Jakobsson (ISL) |
| 4 september Vriendschappelijk № 395 «onderlinge duels» 19:45 uur | Zlatan Ibrahimović 3' Zlatan Ibrahimović 24' |       |         | Friends Arena, Solna Toeschouwers: 15.421 Scheidsrechter: Kristinn Jakobsson (ISL) |

|                                                                     |               |       |          |                                                                                     |
| 8 september Kwalificatie EK 2016 № 396 «onderlinge duels» 20:45 uur | Estland       | 1 – 0 | Slovenië | A. Le Coq Arena, Tallinn Toeschouwers: 6.561 Scheidsrechter: Szymon Marciniak (POL) |
| 8 september Kwalificatie EK 2016 № 396 «onderlinge duels» 20:45 uur | Ats Purje 86' |       |          | A. Le Coq Arena, Tallinn Toeschouwers: 6.561 Scheidsrechter: Szymon Marciniak (POL) |

|                                                                   |                        |       |         |                                                                                    |
| 9 oktober Kwalificatie EK 2016 № 397 «onderlinge duels» 20:45 uur | Litouwen               | 1 – 0 | Estland | LFF Stadionas, Vilnius Toeschouwers: 4.780 Scheidsrechter: Carlos Clos Gómez (ESP) |
| 9 oktober Kwalificatie EK 2016 № 397 «onderlinge duels» 20:45 uur | Saulius Mikoliūnas 76' |       |         | LFF Stadionas, Vilnius Toeschouwers: 4.780 Scheidsrechter: Carlos Clos Gómez (ESP) |

|                                                                    |         |                  |          |                                                                                      |
| 12 oktober Kwalificatie EK 2016 № 398 «onderlinge duels» 18:00 uur | Estland | 0 – 1            | Engeland | A. Le Coq Arena, Tallinn Toeschouwers: 10.195 Scheidsrechter: Marijo Strahonja (CRO) |
| 12 oktober Kwalificatie EK 2016 № 398 «onderlinge duels» 18:00 uur |         | 73' Wayne Rooney |          | A. Le Coq Arena, Tallinn Toeschouwers: 10.195 Scheidsrechter: Marijo Strahonja (CRO) |

|                                                                  |           |                          |         |                                                                                |
| 12 november Vriendschappelijk № 399 «onderlinge duels» 20:00 uur | Noorwegen | 0 – 1                    | Estland | Ullevaalstadion, Oslo Toeschouwers: 9.580 Scheidsrechter: Martin Hansson (SWE) |
| 12 november Vriendschappelijk № 399 «onderlinge duels» 20:00 uur |           | 24' Konstantin Vassiljev |         | Ullevaalstadion, Oslo Toeschouwers: 9.580 Scheidsrechter: Martin Hansson (SWE) |

|                                                           |            |       |         |                                                                                 |
| 15 november Kwalificatie EK 2016 № 400 «onderlinge duels» | San Marino | 0 – 0 | Estland | Stadio Olimpico, Serravalle Toeschouwers: 759 Scheidsrechter: Felix Brych (GER) |
| 15 november Kwalificatie EK 2016 № 400 «onderlinge duels» |            |       |         | Stadio Olimpico, Serravalle Toeschouwers: 759 Scheidsrechter: Felix Brych (GER) |

|                                                        |                 |       |          |                                                                                    |
| 18 november Vriendschappelijk № 401 «onderlinge duels» | Estland         | 1 – 0 | Jordanië | A. Le Coq Arena, Tallinn Toeschouwers: 1.360 Scheidsrechter: Jonathan Lardot (BEL) |
| 18 november Vriendschappelijk № 401 «onderlinge duels» | Henri Anier 16' |       |          | A. Le Coq Arena, Tallinn Toeschouwers: 1.360 Scheidsrechter: Jonathan Lardot (BEL) |

|                                                        |                                                             |       |         |                                                                                           |
| 27 december Vriendschappelijk № 402 «onderlinge duels» | Qatar                                                       | 3 – 0 | Estland | Abdullah bin Khalifastadion, Doha Toeschouwers: onbekend Scheidsrechter: Ali Shaban (KUW) |
| 27 december Vriendschappelijk № 402 «onderlinge duels» | Mohammed Muntari 23' Hassan Khalid 30' Ismaeel Mohammad 36' |       |         | Abdullah bin Khalifastadion, Doha Toeschouwers: onbekend Scheidsrechter: Ali Shaban (KUW) |

### 2015
|                                                                  |                                                       |       |         |                                                                                 |
| 27 maart Kwalificatie EK 2016 № 403 «onderlinge duels» 20:45 uur | Zwitserland                                           | 3 – 0 | Estland | Swissporarena, Luzern Toeschouwers: 14.500 Scheidsrechter: Danny Makkelie (NED) |
| 27 maart Kwalificatie EK 2016 № 403 «onderlinge duels» 20:45 uur | Fabian Schär 17' Granit Xhaka 27' Haris Seferovic 80' |       |         | Swissporarena, Luzern Toeschouwers: 14.500 Scheidsrechter: Danny Makkelie (NED) |

|                                                     |                          |       |                   |                                                                                     |
| 31 maart Vriendschappelijk № 404 «onderlinge duels» | Estland                  | 1 – 1 | IJsland           | A. Le Coq Arena, Tallinn Toeschouwers: 5.334 Scheidsrechter: Andris Treimanis (LAT) |
| 31 maart Vriendschappelijk № 404 «onderlinge duels» | Konstantin Vassiljev 55' |       | 9' Rúrik Gíslason | A. Le Coq Arena, Tallinn Toeschouwers: 5.334 Scheidsrechter: Andris Treimanis (LAT) |

|                                                   |         |                             |         |                                                                              |
| 9 juni Vriendschappelijk № 405 «onderlinge duels» | Finland | 0 – 2                       | Estland | Veritasstadion, Turku Toeschouwers: 6.107 Scheidsrechter: Jakob Kehlet (DEN) |
| 9 juni Vriendschappelijk № 405 «onderlinge duels» |         | 28' Ats Purje 57' Ats Purje |         | Veritasstadion, Turku Toeschouwers: 6.107 Scheidsrechter: Jakob Kehlet (DEN) |

|                                                                 |                                     |       |            |                                                                                  |
| 14 juni Kwalificatie EK 2016 № 406 «onderlinge duels» 18:00 uur | Estland                             | 2 – 0 | San Marino | A. Le Coq Arena, Tallinn Toeschouwers: 6.131 Scheidsrechter: Ivan Kružliak (SVK) |
| 14 juni Kwalificatie EK 2016 № 406 «onderlinge duels» 18:00 uur | Sergei Zenjov 35' Sergei Zenjov 63' |       |            | A. Le Coq Arena, Tallinn Toeschouwers: 6.131 Scheidsrechter: Ivan Kružliak (SVK) |

|                                                                     |                          |       |          |                                                                                   |
| 5 september Kwalificatie EK 2016 № 407 «onderlinge duels» 18:00 uur | Estland                  | 1 – 0 | Litouwen | A. Le Coq Arena, Tallinn Toeschouwers: 6.621 Scheidsrechter: Oliver Drachta (AUT) |
| 5 september Kwalificatie EK 2016 № 407 «onderlinge duels» 18:00 uur | Konstantin Vassiljev 71' |       |          | A. Le Coq Arena, Tallinn Toeschouwers: 6.621 Scheidsrechter: Oliver Drachta (AUT) |

|                                                                     |                  |       |         |                                                                                                |
| 8 september Kwalificatie EK 2016 № 408 «onderlinge duels» 20:45 uur | Slovenië         | 1 – 0 | Estland | Ljudski vrt-stadion, Maribor Toeschouwers: 6.068 Scheidsrechter: Anastasios Sidiropoulos (GRE) |
| 8 september Kwalificatie EK 2016 № 408 «onderlinge duels» 20:45 uur | Robert Berić 63' |       |         | Ljudski vrt-stadion, Maribor Toeschouwers: 6.068 Scheidsrechter: Anastasios Sidiropoulos (GRE) |

|                                                                   |                                      |       |         |                                                                               |
| 9 oktober Kwalificatie EK 2016 № 409 «onderlinge duels» 20:45 uur | Engeland                             | 2 – 0 | Estland | Wembley Stadium, Londen Toeschouwers: 75.427 Scheidsrechter: István Vad (HUN) |
| 9 oktober Kwalificatie EK 2016 № 409 «onderlinge duels» 20:45 uur | Theo Walcott 45' Raheem Sterling 85' |       |         | Wembley Stadium, Londen Toeschouwers: 75.427 Scheidsrechter: István Vad (HUN) |

|                                                                    |         |                            |             |                                                                                   |
| 12 oktober Kwalificatie EK 2016 № 410 «onderlinge duels» 20:45 uur | Estland | 0 – 1                      | Zwitserland | A. Le Coq Arena, Tallinn Toeschouwers: 7.304 Scheidsrechter: Pol van Boekel (NED) |
| 12 oktober Kwalificatie EK 2016 № 410 «onderlinge duels» 20:45 uur |         | 90+4' (e.d.) Ragnar Klavan |             | A. Le Coq Arena, Tallinn Toeschouwers: 7.304 Scheidsrechter: Pol van Boekel (NED) |

|                                                                  |                                                |       |         |                                                                                    |
| 11 november Vriendschappelijk № 411 «onderlinge duels» 18:00 uur | Estland                                        | 3 – 0 | Georgië | A. Le Coq Arena, Tallinn Toeschouwers: 2.266 Scheidsrechter: Raymond Crangle (NIR) |
| 11 november Vriendschappelijk № 411 «onderlinge duels» 18:00 uur | Ats Purje 61' Artur Pikk 65' Maksim Gussev 88' |       |         | A. Le Coq Arena, Tallinn Toeschouwers: 2.266 Scheidsrechter: Raymond Crangle (NIR) |

|                                                        |                                                           |       |                      |                                                                                  |
| 17 november Vriendschappelijk № 412 «onderlinge duels» | Estland                                                   | 3 – 0 | Saint Kitts en Nevis | A. Le Coq Arena, Tallinn Toeschouwers: 1.902 Scheidsrechter: Petur Reinert (FAR) |
| 17 november Vriendschappelijk № 412 «onderlinge duels» | Ilja Antonov 29' Konstantin Vassiljev 49' Sander Puri 57' |       |                      | A. Le Coq Arena, Tallinn Toeschouwers: 1.902 Scheidsrechter: Petur Reinert (FAR) |

### 2016
|                                                      |                  |       |                  |                                                                                                |
| 6 januari Vriendschappelijk № 413 «onderlinge duels» | Estland          | 1 – 1 | Zweden           | Armed Forces SC Stadium, Abu Dhabi Toeschouwers: 100 Scheidsrechter: Ahmed Salem Khalfan (UAE) |
| 6 januari Vriendschappelijk № 413 «onderlinge duels» | Albert Prosa 56' |       | 70' Mikael Ishak | Armed Forces SC Stadium, Abu Dhabi Toeschouwers: 100 Scheidsrechter: Ahmed Salem Khalfan (UAE) |

|                                                               |         |       |           |                                                                                  |
| 24 maart Vriendschappelijk № 414 «onderlinge duels» 18:00 uur | Estland | 0 – 0 | Noorwegen | A. Le Coq Arena, Tallinn Toeschouwers: 2.892 Scheidsrechter: Andrew Dallas (SCO) |
| 24 maart Vriendschappelijk № 414 «onderlinge duels» 18:00 uur |         |       |           | A. Le Coq Arena, Tallinn Toeschouwers: 2.892 Scheidsrechter: Andrew Dallas (SCO) |

|                                                               |         |                        |        |                                                                                  |
| 29 maart Vriendschappelijk № 415 «onderlinge duels» 20:45 uur | Estland | 0 – 1                  | Servië | A. Le Coq Arena, Tallinn Toeschouwers: 2.858 Scheidsrechter: Arnold Hunter (NIR) |
| 29 maart Vriendschappelijk № 415 «onderlinge duels» 20:45 uur |         | 81' Aleksandar Kolarov |        | A. Le Coq Arena, Tallinn Toeschouwers: 2.858 Scheidsrechter: Arnold Hunter (NIR) |

|                                                           |                                        |       |         | |
| 29 mei Baltische Beker № 416 «onderlinge duels» 15:00 uur | Litouwen                               | 2 – 0 | Estland | Klaipedos Centrinis Stadionas, Klaipėda Toeschouwers: 3.700 Scheidsrechter: Aleksandrs Anufrijevs (LAT) |
| 29 mei Baltische Beker № 416 «onderlinge duels» 15:00 uur | Nerijus Valskis 30' Fiodor Černych 45' |       |         | Klaipedos Centrinis Stadionas, Klaipėda Toeschouwers: 3.700 Scheidsrechter: Aleksandrs Anufrijevs (LAT) |

|                                                             |                                       |       |         |                                                                                    |
| 1 juni Vriendschappelijk № 417 «onderlinge duels» 18:00 uur | Estland                               | 2 – 0 | Andorra | A. Le Coq Arena, Tallinn Toeschouwers: 4.658 Scheidsrechter: Sergiejus Slyva (LTU) |
| 1 juni Vriendschappelijk № 417 «onderlinge duels» 18:00 uur | Dmitri Kruglov 24' Frank Liivak 90+2' |       |         | A. Le Coq Arena, Tallinn Toeschouwers: 4.658 Scheidsrechter: Sergiejus Slyva (LTU) |

|                                                           |         |       |         |                                                                                      |
| 4 juni Baltische Beker № 418 «onderlinge duels» 18:00 uur | Estland | 0 – 0 | Letland | A. Le Coq Arena, Tallinn Toeschouwers: 1.982 Scheidsrechter: Gediminas Mažeika (LTU) |
| 4 juni Baltische Beker № 418 «onderlinge duels» 18:00 uur |         |       |         | A. Le Coq Arena, Tallinn Toeschouwers: 1.982 Scheidsrechter: Gediminas Mažeika (LTU) |

|                                                             | |       |         |                                                                                    |
| 8 juni Vriendschappelijk № 419 «onderlinge duels» 20:45 uur | Portugal | 7 – 0 | Estland | Estádio da Luz, Lissabon Toeschouwers: 52.536 Scheidsrechter: Bart Vertenten (BEL) |
| 8 juni Vriendschappelijk № 419 «onderlinge duels» 20:45 uur | Cristiano Ronaldo 36' Ricardo Quaresma 39' Cristiano Ronaldo 45' Danilo Pereira 55' Karol Mets 61' (e.d.) Ricardo Quaresma 77' Éder 80' |       |         | Estádio da Luz, Lissabon Toeschouwers: 52.536 Scheidsrechter: Bart Vertenten (BEL) |

|                                                        |                   |       |                    |                                                                                       |
| 31 augustus Vriendschappelijk № 420 «onderlinge duels» | Estland           | 1 – 1 | Malta              | Pärnu Rannastaadion, Pärnu Toeschouwers: 2.515 Scheidsrechter: Michael Tykgaard (DEN) |
| 31 augustus Vriendschappelijk № 420 «onderlinge duels» | Sergei Zenjov 57' |       | 59' Alfred Effiong | Pärnu Rannastaadion, Pärnu Toeschouwers: 2.515 Scheidsrechter: Michael Tykgaard (DEN) |

|                                                                             |                                                                                                |       |         |                                                                                  |
| 6 september Kwalificatie WK 2018 Groep H № 421 «onderlinge duels» 20:45 uur | Bosnië en Herz.                                                                                | 5 – 0 | Estland | Bilino Polje, Zenica Toeschouwers: 11.000 Scheidsrechter: Miroslav Zelinka (CZE) |
| 6 september Kwalificatie WK 2018 Groep H № 421 «onderlinge duels» 20:45 uur | Emir Spahić 7' Edin Džeko 23' (pen.) Haris Međunjanin 71' Vedad Ibišević 83' Emir Spahić 90+2' |       |         | Bilino Polje, Zenica Toeschouwers: 11.000 Scheidsrechter: Miroslav Zelinka (CZE) |

|                                                                           |                                                                                |       |           |                                                                                   |
| 7 oktober Kwalificatie WK 2018 Groep H № 422 «onderlinge duels» 20:45 uur | Estland                                                                        | 4 – 0 | Gibraltar | A. Le Coq Arena, Tallinn Toeschouwers: 4.678 Scheidsrechter: Aleksej Jeskov (RUS) |
| 7 oktober Kwalificatie WK 2018 Groep H № 422 «onderlinge duels» 20:45 uur | Mattias Käit 47' Konstantin Vassiljev 52' Mattias Käit 70' Sergei Mošnikov 88' |       |           | A. Le Coq Arena, Tallinn Toeschouwers: 4.678 Scheidsrechter: Aleksej Jeskov (RUS) |

|                                                                            |         |                                            |             |                                                                               |
| 10 oktober Kwalificatie WK 2018 Groep H № 423 «onderlinge duels» 20:45 uur | Estland | 0 – 2                                      | Griekenland | A. Le Coq Arena, Tallinn Toeschouwers: 4.467 Scheidsrechter: István Vad (HUN) |
| 10 oktober Kwalificatie WK 2018 Groep H № 423 «onderlinge duels» 20:45 uur |         | 2' Vasilis Torosidis 61' Kostas Stafylidis |             | A. Le Coq Arena, Tallinn Toeschouwers: 4.467 Scheidsrechter: István Vad (HUN) |

|                                                                             | |       |                 |                                                                                             |
| 13 november Kwalificatie WK 2018 Groep H № 424 «onderlinge duels» 20:45 uur | België | 8 – 1 | Estland         | Koning Boudewijnstadion, Brussel Toeschouwers: 37.128 Scheidsrechter: Alexandru Tudor (ROM) |
| 13 november Kwalificatie WK 2018 Groep H № 424 «onderlinge duels» 20:45 uur | Thomas Meunier 8' Dries Mertens 16' Eden Hazard 25' Yannick Ferreira 62' Ragnar Klavan 64' (e.d.) Dries Mertens 67' Romelu Lukaku 83' Romelu Lukaku 88' |       | 29' Henri Anier | Koning Boudewijnstadion, Brussel Toeschouwers: 37.128 Scheidsrechter: Alexandru Tudor (ROM) |

|                                                        |                      |       |                    |                                                                                                |
| 19 november Vriendschappelijk № 425 «onderlinge duels» | Saint Kitts en Nevis | 1 – 1 | Estland            | Warner Park Sporting Complex, Basseterre Toeschouwers: 1.124 Scheidsrechter: Leon Clarke (LCA) |
| 19 november Vriendschappelijk № 425 «onderlinge duels» | Devaughn Elliot 10'  |       | 41' Rauno Sappinen | Warner Park Sporting Complex, Basseterre Toeschouwers: 1.124 Scheidsrechter: Leon Clarke (LCA) |

|                                                        |                    |                 |         |                                                                                                   |
| 22 november Vriendschappelijk № 426 «onderlinge duels» | Antigua en Barbuda | 0 – 1           | Estland | Antigua Recreation Ground, Saint John's Toeschouwers: 2.683 Scheidsrechter: Tristley Bassue (SKN) |
| 22 november Vriendschappelijk № 426 «onderlinge duels» |                    | 27' Pavel Marin |         | Antigua Recreation Ground, Saint John's Toeschouwers: 2.683 Scheidsrechter: Tristley Bassue (SKN) |

### 2017
|                                                                          |        |       |         |                                                                                 |
| 25 maart Kwalificatie WK 2018 Groep H № 427 «onderlinge duels» 20:45 uur | Cyprus | 0 – 0 | Estland | GSP-stadion, Nicosia Toeschouwers: 3.864 Scheidsrechter: Ville Nevalainen (FIN) |
| 25 maart Kwalificatie WK 2018 Groep H № 427 «onderlinge duels» 20:45 uur |        |       |         | GSP-stadion, Nicosia Toeschouwers: 3.864 Scheidsrechter: Ville Nevalainen (FIN) |

|                                                               |                                                         |       |         |                                                                                     |
| 28 maart Vriendschappelijk № 428 «onderlinge duels» 18:00 uur | Estland                                                 | 3 – 0 | Kroatië | A. Le Coq Arena, Tallinn Toeschouwers: 4.987 Scheidsrechter: Mark Clattenburg (ENG) |
| 28 maart Vriendschappelijk № 428 «onderlinge duels» 18:00 uur | Siim Luts 1' Konstantin Vassiljev 81' Sergei Zenjov 84' |       |         | A. Le Coq Arena, Tallinn Toeschouwers: 4.987 Scheidsrechter: Mark Clattenburg (ENG) |

|                                                                        |         |                                    |        |                                                                                 |
| 9 juni Kwalificatie WK 2018 Groep H № 429 «onderlinge duels» 20:45 uur | Estland | 0 – 2                              | België | A. Le Coq Arena, Tallinn Toeschouwers: 10.176 Scheidsrechter: John Beaton (SCO) |
| 9 juni Kwalificatie WK 2018 Groep H № 429 «onderlinge duels» 20:45 uur |         | 31' Dries Mertens 86' Nacer Chadli |        | A. Le Coq Arena, Tallinn Toeschouwers: 10.176 Scheidsrechter: John Beaton (SCO) |

|                                                              |                     |       |                                 |                                                                               |
| 12 juni Vriendschappelijk № 430 «onderlinge duels» 20:45 uur | Letland             | 1 – 2 | Estland                         | Skontostadion, Riga Toeschouwers: 3.157 Scheidsrechter: Kirill Levnikov (RUS) |
| 12 juni Vriendschappelijk № 430 «onderlinge duels» 20:45 uur | Dāvis Ikaunieks 22' |       | 51' Sergei Zenjov 77' Ats Purje | Skontostadion, Riga Toeschouwers: 3.157 Scheidsrechter: Kirill Levnikov (RUS) |

|                                                                             |             |       |         |                                                                                             |
| 31 augustus Kwalificatie WK 2018 Groep H № 431 «onderlinge duels» 20:45 uur | Griekenland | 0 – 0 | Estland | Georgios Karaiskákisstadion, Piraeus Toeschouwers: 12.379 Scheidsrechter: Liran Liany (ISR) |
| 31 augustus Kwalificatie WK 2018 Groep H № 431 «onderlinge duels» 20:45 uur |             |       |         | Georgios Karaiskákisstadion, Piraeus Toeschouwers: 12.379 Scheidsrechter: Liran Liany (ISR) |

|                                                                             |                    |       |        |                                                                                     |
| 3 september Kwalificatie WK 2018 Groep H № 432 «onderlinge duels» 18:00 uur | Estland            | 1 – 0 | Cyprus | A. Le Coq Arena, Tallinn Toeschouwers: 5.491 Scheidsrechter: Adrien Jaccottet (SUI) |
| 3 september Kwalificatie WK 2018 Groep H № 432 «onderlinge duels» 18:00 uur | Mattias Käit 90+2' |       |        | A. Le Coq Arena, Tallinn Toeschouwers: 5.491 Scheidsrechter: Adrien Jaccottet (SUI) |

|                                                                           |           |                                                                                                  |         |                                                                           |
| 7 oktober Kwalificatie WK 2018 Groep H № 433 «onderlinge duels» 18:00 uur | Gibraltar | 0 – 6                                                                                            | Estland | Estádio Algarve, Loulé Toeschouwers: 712 Scheidsrechter: Fran Jović (CRO) |
| 7 oktober Kwalificatie WK 2018 Groep H № 433 «onderlinge duels» 18:00 uur |           | 10' Siim Luts 30' Mattias Käit 38' Sergei Zenjov 52' Joonas Tamm 65' Joonas Tamm 77' Joonas Tamm |         | Estádio Algarve, Loulé Toeschouwers: 712 Scheidsrechter: Fran Jović (CRO) |

|                                                                            |                  |       |                                     |                                                                                         |
| 10 oktober Kwalificatie WK 2018 Groep H № 434 «onderlinge duels» 20:45 uur | Estland          | 1 – 2 | Bosnië en Her.                      | A. Le Coq Arena, Tallinn Toeschouwers: 4.967 Scheidsrechter: Vladislav Bezborodov (RUS) |
| 10 oktober Kwalificatie WK 2018 Groep H № 434 «onderlinge duels» 20:45 uur | Ilja Antonov 75' |       | 48' Izet Hajrović 84' Izet Hajrović | A. Le Coq Arena, Tallinn Toeschouwers: 4.967 Scheidsrechter: Vladislav Bezborodov (RUS) |

|                                                                 |                                            |       |         |                                                                                       |
| 9 november Vriendschappelijk № 435 «onderlinge duels» 18:00 uur | Finland                                    | 3 – 0 | Estland | Telia 5G Areena, Helsinki Toeschouwers: 2.190 Scheidsrechter: Ola Hobber Nilsen (NOR) |
| 9 november Vriendschappelijk № 435 «onderlinge duels» 18:00 uur | Pyry Soiri 27' Robin Lod 31' Robin Lod 54' |       |         | Telia 5G Areena, Helsinki Toeschouwers: 2.190 Scheidsrechter: Ola Hobber Nilsen (NOR) |

|                                                                  |       |                                                              |         |                                                                             |
| 12 november Vriendschappelijk № 436 «onderlinge duels» 18:00 uur | Malta | 0 – 3                                                        | Estland | Ta' Qalistadion, Attard Toeschouwers: 2.796 Scheidsrechter: Genc Nuza (KOS) |
| 12 november Vriendschappelijk № 436 «onderlinge duels» 18:00 uur |       | 1' Rauno Sappinen 14' (pen.) Sergei Mošnikov 89' Henri Anier |         | Ta' Qalistadion, Attard Toeschouwers: 2.796 Scheidsrechter: Genc Nuza (KOS) |

|                                                                  |      |                                   |         |                                                                                   |
| 19 november Vriendschappelijk № 437 «onderlinge duels» 20:00 uur | Fiji | 0 – 2                             | Estland | ANZ National Stadium, Suva Toeschouwers: 4.500 Scheidsrechter: Nick Waldron (NZL) |
| 19 november Vriendschappelijk № 437 «onderlinge duels» 20:00 uur |      | 14' Henri Anier 90' Martin Miller |         | ANZ National Stadium, Suva Toeschouwers: 4.500 Scheidsrechter: Nick Waldron (NZL) |

|                                                                  |         |                  |         |                                                                                    |
| 23 november Vriendschappelijk № 438 «onderlinge duels» 20:00 uur | Vanuatu | 0 – 1            | Estland | Korman Stadion, Port Vila Toeschouwers: 3.000 Scheidsrechter: Médéric Lacour (NCL) |
| 23 november Vriendschappelijk № 438 «onderlinge duels» 20:00 uur |         | 29' Frank Liivak |         | Korman Stadion, Port Vila Toeschouwers: 3.000 Scheidsrechter: Médéric Lacour (NCL) |

|                                                                  |                 |       |                 |                                                                                 |
| 26 november Vriendschappelijk № 439 «onderlinge duels» 20:00 uur | Nieuw-Caledonië | 1 – 1 | Estland         | Stade Numa-Daly, Nouméa Toeschouwers: 3.500 Scheidsrechter: Kader Zitouni (TAH) |
| 26 november Vriendschappelijk № 439 «onderlinge duels» 20:00 uur | Emile Ounei 64' |       | 53' Henri Anier | Stade Numa-Daly, Nouméa Toeschouwers: 3.500 Scheidsrechter: Kader Zitouni (TAH) |

### 2018
|                                                                |                 |       |                    |                                                                                            |
| 7 januari Vriendschappelijk № 440 «onderlinge duels» 20:15 uur | Estland         | 1 – 1 | Zweden             | Zayed Sports City Stadion, Abu Dhabi Toeschouwers: 200 Scheidsrechter: Antti Munukka (FIN) |
| 7 januari Vriendschappelijk № 440 «onderlinge duels» 20:15 uur | Henri Anier 58' |       | 79' Kalle Holmberg | Zayed Sports City Stadion, Abu Dhabi Toeschouwers: 200 Scheidsrechter: Antti Munukka (FIN) |

|                                                               |         |       |         | |
| 24 maart Vriendschappelijk № 441 «onderlinge duels» 18:00 uur | Armenië | 0 – 0 | Estland | Vazgen Sargsyan Republicanstadion, Jerevan Toeschouwers: 3.600 Scheidsrechter: Giorgi Vadatsjkoria (GEO) |
| 24 maart Vriendschappelijk № 441 «onderlinge duels» 18:00 uur |         |       |         | Vazgen Sargsyan Republicanstadion, Jerevan Toeschouwers: 3.600 Scheidsrechter: Giorgi Vadatsjkoria (GEO) |

|                                                               |                                         |       |         |                                                                                             |
| 27 maart Vriendschappelijk № 442 «onderlinge duels» 18:00 uur | Georgië                                 | 2 – 0 | Estland | Micheil Meschistadion, Tbilisi Toeschouwers: 19.000 Scheidsrechter: Aleksej Koelbakov (BLR) |
| 27 maart Vriendschappelijk № 442 «onderlinge duels» 18:00 uur | Jimmy Tabidze 6' Valeri Kazaisjvili 35' |       |         | Micheil Meschistadion, Tbilisi Toeschouwers: 19.000 Scheidsrechter: Aleksej Koelbakov (BLR) |

|                                                           |                                    |       |          |                                                                                           |
| 30 mei Baltische Beker № 443 «onderlinge duels» 19:00 uur | Estland                            | 2 – 0 | Litouwen | Rakvere linnastaadion, Rakvere Toeschouwers: 1.460 Scheidsrechter: Andris Treimanis (LAT) |
| 30 mei Baltische Beker № 443 «onderlinge duels» 19:00 uur | Henrik Ojamaa 23' Mattias Käit 42' |       |          | Rakvere linnastaadion, Rakvere Toeschouwers: 1.460 Scheidsrechter: Andris Treimanis (LAT) |

|                                                           |                     |       |         |                                                                                      |
| 2 juni Baltische Beker № 444 «onderlinge duels» 18:00 uur | Letland             | 1 – 0 | Estland | Daugavastadion, Riga Toeschouwers: 4.251 Scheidsrechter: Manfredas Lukjančukas (LTU) |
| 2 juni Baltische Beker № 444 «onderlinge duels» 18:00 uur | Jānis Ikaunieks 70' |       |         | Daugavastadion, Riga Toeschouwers: 4.251 Scheidsrechter: Manfredas Lukjančukas (LTU) |

|                                                             |               |       |                                                                   |                                                                                 |
| 9 juni Vriendschappelijk № 445 «onderlinge duels» 18:00 uur | Estland       | 1 – 3 | Marokko                                                           | A. Le Coq Arena, Tallinn Toeschouwers: 3.754 Scheidsrechter: Marius Avram (ROM) |
| 9 juni Vriendschappelijk № 445 «onderlinge duels» 18:00 uur | Ats Purje 76' |       | 11' Younès Belhanda 38' (pen.) Hakim Ziyech 72' Youssef En-Nesyri | A. Le Coq Arena, Tallinn Toeschouwers: 3.754 Scheidsrechter: Marius Avram (ROM) |

|                                                                            |         |                      |             |                                                                                     |
| 8 september UEFA Nations League 2018/19 № 446 «onderlinge duels» 20:45 uur | Estland | 0 – 1                | Griekenland | A. Le Coq Arena, Tallinn Toeschouwers: 5.567 Scheidsrechter: Serdar Gözübüyük (NED) |
| 8 september UEFA Nations League 2018/19 № 446 «onderlinge duels» 20:45 uur |         | 14' Kostas Fortounis |             | A. Le Coq Arena, Tallinn Toeschouwers: 5.567 Scheidsrechter: Serdar Gözübüyük (NED) |

|                                                                             |                 |       |         |                                                                                |
| 11 september UEFA Nations League 2018/19 № 447 «onderlinge duels» 20:45 uur | Finland         | 1 – 0 | Estland | Veritasstadion, Turku Toeschouwers: 4.632 Scheidsrechter: Orel Grinfeeld (ISR) |
| 11 september UEFA Nations League 2018/19 № 447 «onderlinge duels» 20:45 uur | Teemu Pukki 12' |       |         | Veritasstadion, Turku Toeschouwers: 4.632 Scheidsrechter: Orel Grinfeeld (ISR) |

|                                                                           |         |                   |         |                                                                                 |
| 12 oktober UEFA Nations League 2018/19 № 448 «onderlinge duels» 20:45 uur | Estland | 0 – 1             | Finland | A. Le Coq Arena, Tallinn Toeschouwers: 8.087 Scheidsrechter: Craig Pawson (ENG) |
| 12 oktober UEFA Nations League 2018/19 № 448 «onderlinge duels» 20:45 uur |         | 90+1' Teemu Pukki |         | A. Le Coq Arena, Tallinn Toeschouwers: 8.087 Scheidsrechter: Craig Pawson (ENG) |

|                                                                           |                                                      |       |                                                    |                                                                                  |
| 15 oktober UEFA Nations League 2018/19 № 449 «onderlinge duels» 20:45 uur | Estland                                              | 3 – 3 | Hongarije                                          | A. Le Coq Arena, Tallinn Toeschouwers: 3.043 Scheidsrechter: Halis Özkahya (TUR) |
| 15 oktober UEFA Nations League 2018/19 № 449 «onderlinge duels» 20:45 uur | Siim Luts 20' Máté Pátkai 70' (e.d.) Henri Anier 79' |       | 24' Domininik Nagy 54' Ádám Szalai 81' Ádám Szalai | A. Le Coq Arena, Tallinn Toeschouwers: 3.043 Scheidsrechter: Halis Özkahya (TUR) |

|                                                                            |                                |       |         |                                                                                 |
| 15 november UEFA Nations League 2018/19 № 450 «onderlinge duels» 20:45 uur | Hongarije                      | 2 – 0 | Estland | Groupama Arena, Boedapest Toeschouwers: 7.775 Scheidsrechter: Enea Jorgji (ALB) |
| 15 november UEFA Nations League 2018/19 № 450 «onderlinge duels» 20:45 uur | Willi Orban 8' Ádám Szalai 69' |       |         | Groupama Arena, Boedapest Toeschouwers: 7.775 Scheidsrechter: Enea Jorgji (ALB) |

|                                                                            |             |                                 |         | |
| 18 november UEFA Nations League 2018/19 № 451 «onderlinge duels» 20:45 uur | Griekenland | 0 – 1                           | Estland | Olympisch Stadion Spyridon Louis, Athene Toeschouwers: 5.179 Scheidsrechter: Jevhen Aranovsky (UKR) |
| 18 november UEFA Nations League 2018/19 № 451 «onderlinge duels» 20:45 uur |             | 44' (e.d.) Vasilis Lambropoulos |         | Olympisch Stadion Spyridon Louis, Athene Toeschouwers: 5.179 Scheidsrechter: Jevhen Aranovsky (UKR) |

### 2019
|                                                                 |                               |       |                        | |
| 11 januari Vriendschappelijk № 452 «onderlinge duels» 13:00 uur | Estland                       | 2 – 1 | Finland                | Khalifa Internationaal Stadion, Ar Rayyan Toeschouwers: 200 Scheidsrechter: Khalid Al Shaqsi (OMA) |
| 11 januari Vriendschappelijk № 452 «onderlinge duels» 13:00 uur | Gert Kams 35' Henri Anier 62' |       | 81' Rasmus Karjalainen | Khalifa Internationaal Stadion, Ar Rayyan Toeschouwers: 200 Scheidsrechter: Khalid Al Shaqsi (OMA) |

|                                                                 |         |       |         |                                                                                       |
| 15 januari Vriendschappelijk № 453 «onderlinge duels» 17:45 uur | Estland | 0 – 0 | IJsland | Jassim Bin Hamadstadion, Doha Toeschouwers: 35 Scheidsrechter: Abdulla Al Marri (QAT) |
| 15 januari Vriendschappelijk № 453 «onderlinge duels» 17:45 uur |         |       |         | Jassim Bin Hamadstadion, Doha Toeschouwers: 35 Scheidsrechter: Abdulla Al Marri (QAT) |

|                                                                  |                                   |       |         |                                                                             |
| 21 maart Kwalificatie EK 2020 № 454 «onderlinge duels» 20:45 uur | Noord-Ierland                     | 2 – 0 | Estland | Windsor Park, Belfast Toeschouwers: 18.176 Scheidsrechter: Ivan Bebek (CRO) |
| 21 maart Kwalificatie EK 2020 № 454 «onderlinge duels» 20:45 uur | Niall McGinn 57' Steven Davis 76' |       |         | Windsor Park, Belfast Toeschouwers: 18.176 Scheidsrechter: Ivan Bebek (CRO) |

|                                                               |           |                          |         |                                                                                 |
| 26 maart Vriendschappelijk № 455 «onderlinge duels» 20:45 uur | Gibraltar | 0 – 1                    | Estland | Victoriastadion, Gibraltar Toeschouwers: 1.900 Scheidsrechter: Nick Walsh (SCO) |
| 26 maart Vriendschappelijk № 455 «onderlinge duels» 20:45 uur |           | 53' Konstantin Vassiljev |         | Victoriastadion, Gibraltar Toeschouwers: 1.900 Scheidsrechter: Nick Walsh (SCO) |

|                                                                |                          |       |                                        |                                                                                    |
| 8 juni Kwalificatie EK 2020 № 456 «onderlinge duels» 18:00 uur | Estland                  | 1 – 2 | Noord-Ierland                          | A. Le Coq Arena, Tallinn Toeschouwers: 8.378 Scheidsrechter: Fábio Veríssimo (POR) |
| 8 juni Kwalificatie EK 2020 № 456 «onderlinge duels» 18:00 uur | Konstantin Vassiljev 25' |       | 77' Conor Washington 80' Josh Magennis | A. Le Coq Arena, Tallinn Toeschouwers: 8.378 Scheidsrechter: Fábio Veríssimo (POR) |

|                                                                 | |       |         |                                                                            |
| 11 juni Kwalificatie EK 2020 № 457 «onderlinge duels» 20:45 uur | Duitsland | 8 – 0 | Estland | Opel Arena, Mainz Toeschouwers: 26.050 Scheidsrechter: Ali Palabıyık (TUR) |
| 11 juni Kwalificatie EK 2020 № 457 «onderlinge duels» 20:45 uur | Marco Reus 10' Serge Gnabry 17' Leon Goretzka 20' İlkay Gündoğan 26' Marco Reus 37' Serge Gnabry 62' Timo Werner 79' Leroy Sané 88' |       |         | Opel Arena, Mainz Toeschouwers: 26.050 Scheidsrechter: Ali Palabıyık (TUR) |

|                                                                     |                |       |                                          |                                                                                  |
| 6 september Kwalificatie EK 2020 № 458 «onderlinge duels» 20:45 uur | Estland        | 1 – 2 | Wit-Rusland                              | A. Le Coq Arena, Tallinn Toeschouwers: 7.314 Scheidsrechter: Alain Durieux (LUX) |
| 6 september Kwalificatie EK 2020 № 458 «onderlinge duels» 20:45 uur | Erik Sorga 54' |       | 48' Nikita Navoemov 90+2' Maksim Skavysj | A. Le Coq Arena, Tallinn Toeschouwers: 7.314 Scheidsrechter: Alain Durieux (LUX) |

|                                                                     |         |                                                                         |           |                                                                                   |
| 9 september Kwalificatie EK 2020 № 459 «onderlinge duels» 20:45 uur | Estland | 0 – 4                                                                   | Nederland | A. Le Coq Arena, Tallinn Toeschouwers: 11.006 Scheidsrechter: Sergiej Bojko (UKR) |
| 9 september Kwalificatie EK 2020 № 459 «onderlinge duels» 20:45 uur |         | 17' Ryan Babel 47' Ryan Babel 76' Memphis Depay 87' Georginio Wijnaldum |           | A. Le Coq Arena, Tallinn Toeschouwers: 11.006 Scheidsrechter: Sergiej Bojko (UKR) |

|                                                                    |             |       |         |                                                                                   |
| 10 oktober Kwalificatie EK 2020 № 460 «onderlinge duels» 18:00 uur | Wit-Rusland | 0 – 0 | Estland | Dinamostadion, Minsk Toeschouwers: 11.300 Scheidsrechter: Ricardo de Burgos (ESP) |
| 10 oktober Kwalificatie EK 2020 № 460 «onderlinge duels» 18:00 uur |             |       |         | Dinamostadion, Minsk Toeschouwers: 11.300 Scheidsrechter: Ricardo de Burgos (ESP) |

|                                                                    |         |                                                       |           |                                                                                    |
| 13 oktober Kwalificatie EK 2020 № 461 «onderlinge duels» 20:45 uur | Estland | 0 – 3                                                 | Duitsland | A. Le Coq Arena, Tallinn Toeschouwers: 12.062 Scheidsrechter: Georgi Kabakov (BUL) |
| 13 oktober Kwalificatie EK 2020 № 461 «onderlinge duels» 20:45 uur |         | 51' İlkay Gündoğan 57' İlkay Gündoğan 71' Timo Werner |           | A. Le Coq Arena, Tallinn Toeschouwers: 12.062 Scheidsrechter: Georgi Kabakov (BUL) |

|                                                                  |                    |       |         |                                                                                               |
| 14 november Vriendschappelijk № 462 «onderlinge duels» 18:00 uur | Oekraïne           | 1 – 0 | Estland | Slavoetytsj-Arena, Zaporizja Toeschouwers: 11.756 Scheidsrechter: Juan Martínez Munuera (ESP) |
| 14 november Vriendschappelijk № 462 «onderlinge duels» 18:00 uur | Roman Bezoes 90+2' |       |         | Slavoetytsj-Arena, Zaporizja Toeschouwers: 11.756 Scheidsrechter: Juan Martínez Munuera (ESP) |

|                                                                     | |       |         |                                                                                        |
| 19 november Kwalificatie EK 2020 № 463 «onderlinge duels» 20:45 uur | Nederland                                                                                             | 5 – 0 | Estland | Johan Cruijff Arena, Amsterdam Toeschouwers: 50.386 Scheidsrechter: Davide Massa (ITA) |
| 19 november Kwalificatie EK 2020 № 463 «onderlinge duels» 20:45 uur | Georginio Wijnaldum 6' Nathan Aké 19' Georginio Wijnaldum 66' Georginio Wijnaldum 79' Myron Boadu 87' |       |         | Johan Cruijff Arena, Amsterdam Toeschouwers: 50.386 Scheidsrechter: Davide Massa (ITA) |

EJL · A-internationals · Bondscoaches · Statistieken · Estisch vrouwenelftal · Olympisch elftal · Estland U21 · Estland U20 · Estland U19 · Estland U18 · Estland U17 · Estland U16
1920 – 1929 ·
1930 – 1939 ·
1940 – 1949 ·
1950 – 1990 · 
1990 – 1999 ·
2000 – 2009 ·
2010 – 2019 ·
2020 − 2029
OS 1924
1920 ·
1921 ·
1922 ·
1923 ·
1924 ·
1925 ·
1926 ·
1927 ·
1928 ·
1929 · 
1930 · 
1931 · 
1932 · 
1933 · 
1934 · 
1935 · 
1936 · 
1937 · 
1938 · 
1939 · 
1940 · 
1941 · 
1942 · 
1943 · 1944 · 
1945 · 
1946 · 
1947 · 
1948 · 
1949 · 
1950 – 1990 · 
1991 · 
1992 · 
1993 · 
1994 · 
1995 · 
1996 · 
1997 · 
1998 · 
1999 · 
2000 · 
2001 · 
2002 · 
2003 · 
2004 · 
2005 · 
2006 · 
2007 · 
2008 · 
2009 · 
2010 · 
2011 · 
2012 · 
2013 · 
2014 · 
2015 · 
2016 ·
2017 ·
2018 ·
2019 ·
2020
Albanië ·
Andorra ·
Angola ·
Antigua en Barbuda ·
Argentinië ·
Armenië ·
Azerbeidzjan ·
België ·
Bosnië-Herzegovina ·
Brazilië ·
Bulgarije ·
Canada ·
Chili ·
China ·
Cyprus ·
Denemarken ·
Duitsland ·
Ecuador ·
Egypte ·
El Salvador ·
Engeland ·
Equatoriaal-Guinea ·
Faeröer ·
Fiji ·
Filipijnen ·
Finland ·
Frankrijk ·
Georgië · 
Gibraltar ·
Griekenland ·
Hongarije ·
Hongkong ·
Ierland ·
IJsland ·
Indonesië ·
Irak ·
Israël ·
Italië ·
Jordanië ·
Kazachstan ·
Kirgizië ·
Kroatië ·
Letland ·
Libanon ·
Liechtenstein ·
Litouwen ·
Luxemburg ·
Malta ·
Marokko ·
Mexico ·
Moldavië ·
Montenegro ·
Nederland ·
Nieuw-Caledonië ·
Nieuw-Zeeland ·
Noord-Ierland ·
Noord-Macedonië ·
Noorwegen ·
Oekraïne ·
Oezbekistan ·
Oman ·
Oostenrijk ·
Polen ·
Portugal ·
Qatar ·
Roemenië ·
Rusland ·
Saint Kitts en Nevis ·
San Marino ·
Saoedi-Arabië ·
Schotland ·
Servië ·
Slovenië ·
Slowakije · 
Spanje ·
Tadzjikistan ·
Thailand ·
Trinidad en Tobago ·
Tsjechië ·
Turkije ·
Turkmenistan ·
Uruguay ·
Vanuatu ·
Venezuela ·
Verenigde Arabische Emiraten ·
Verenigde Staten ·
Vietnam ·
Wales ·
Wit-Rusland ·
Zweden ·
Zwitserland
AFC-zone: Afghanistan · Australië · Bahrein · Bangladesh · Bhutan · Brunei · Cambodja · China · Chinees Taipei · Filipijnen · Guam · Hongkong · India · Indonesië · Iran · Irak · Japan · Jemen · Jordanië · Koeweit · Kirgizië · Laos · Libanon · Macau · Maleisië · Maldiven · Mongolië · Myanmar · Nepal · Noord-Korea · Oezbekistan · Oman · Oost-Timor · Pakistan · Palestina · Qatar · Saoedi-Arabië · Singapore · Sri Lanka · Syrië · Tadjikistan · Thailand · Turkmenistan · Verenigde Arabische Emiraten · Vietnam · Zuid-Korea

CAF-zone: Algerije · Angola · Benin · Botswana · Burkina Faso · Burundi · Centraal-Afrikaanse Republiek · Comoren · Congo-Brazzaville · Congo-Kinshasa · Djibouti · Egypte · Equatoriaal-Guinea · Eritrea · Ethiopië · Gabon · Gambia · Ghana · Guinee · Guinee-Bissau · Ivoorkust · Kaapverdië · Kameroen · Kenia · Lesotho · Liberia · Libië · Madagaskar · Malawi · Mali · Mauritanië · Mauritius · Marokko · Mozambique · Namibië · Niger · Nigeria · Oeganda · Rwanda · Sao Tomé en Principe · Senegal · Seychellen · Sierra Leone · Soedan · Somalië · Swaziland · Tanzania · Togo · Tsjaad · Tunesië · Zambia · Zimbabwe · Zuid-Afrika · Zuid-Soedan 

CONCACAF-zone: Amerikaanse Maagdeneilanden · Anguilla · Antigua en Barbuda · Aruba · Bahama's · Barbados · Belize · Bermuda · Britse Maagdeneilanden · Canada · Kaaimaneilanden · Costa Rica · Cuba · Curaçao · Dominica · Dominicaanse Republiek · El Salvador · Frans Guyana · Grenada · Guadeloupe · Guatemala · Guyana · Haïti · Honduras · Jamaica · Martinique · Mexico · Montserrat · 
Nicaragua · Panama · Puerto Rico · Saint Kitts en Nevis · Saint Lucia · Saint Vincent en de Grenadines · Sint Maarten · Suriname · Trinidad en Tobago · Turks- en Caicoseilanden · Verenigde Staten

CONMEBOL-zone: Argentinië · Bolivia · Brazilië · Chili · Colombia · Ecuador · Paraguay · Peru · Uruguay · Venezuela

OFC-zone: Amerikaans-Samoa · Cookeilanden · Fiji · Nieuw-Caledonië · Nieuw-Zeeland · Papoea-Nieuw-Guinea · Samoa · Salomoneilanden · Tahiti · Tonga · Vanuatu

UEFA-zone: Albanië · Andorra · Armenië · Azerbeidzjan · België · Bosnië en Herzegovina · Bulgarije · Cyprus · Denemarken · Duitsland · Engeland · Estland · Faeröer · Finland · Frankrijk · Georgië · Gibraltar · Griekenland · Hongarije · IJsland · Ierland · Israël · Italië · Kazachstan · Kosovo · Kroatië · Letland · Liechtenstein · Litouwen · Luxemburg · Macedonië · Malta · Moldavië · Montenegro · Nederland · Noord-Ierland · Noorwegen · Oekraïne · Oostenrijk · Polen · Portugal · Roemenië · Rusland · San Marino · Schotland · Servië · Slovenië · Slowakije · Spanje · Tsjechië · Turkije · Wales · Wit-Rusland · Zweden · Zwitserland